# Antonio Sanseverino
Antonio Sanseverino (Nápoles, c. 1477 - Roma, 18 de agosto de 1543) fue un eclesiástico italiano.

## Biografía
Hijo de los nobles napolitanos Giovanni Antonio Sanseverino y Enrichetta Carafa, sus primeros años de vida son desconocidos.  Era caballero de la Orden de San Juan de Jerusalén y laico cuando, según algunos autores, fue creado cardenal in pectore por el papa León X,  aunque no hay constancia cierta de ello.
Clemente VII le creó cardenal en el consistorio de noviembre de 1527 celebrado durante su asedio en el Castillo Sant'Angelo por las tropas de Carlos V.  Recibió el titulus de Santa Susana, que a lo largo de su vida cambió por los de San Apolinar, Santa Maria in Trastevere, Palestrina, Sabina y Porto-Santa Rufina. 
Arzobispo de Tarento en 1528, administrador de Conversano entre 1529-34, camarlengo del Colegio Cardenalicio en 1530, participó en el cónclave de 1534 en el que fue elegido papa Paulo III, y fue protector de los capuchinos y de los servitas.
Fallecido en Roma en 1543, con cerca de 76 años de edad, fue sepultado en la iglesia de SS. Trinità al Monte Pincio de esta misma ciudad.